# Eugenia decussata
Eugenia decussata är en myrtenväxtart som först beskrevs av Vell., och fick sitt nu gällande namn av Joáo Rodrigues de Mattos. Eugenia decussata ingår i släktet Eugenia och familjen myrtenväxter. Inga underarter finns listade i Catalogue of Life.